# Fritz Lošek
Fritz Lošek (* 9. März 1957 in St. Pölten) ist ein österreichischer Latinist und Landesschulinspektor in Niederösterreich.

## Leben
Aufgewachsen in Statzendorf, besuchte Lošek das Piaristengymnasiums Krems, wo er 1975 maturierte. Anschließend studierte er Klassische Philologie und Geschichte in der Universität Wien und später Mittellatein an der Ludwig-Maximilians-Universität München; Er habilitierte sich 1991 für Mittellateinische Philologie und Quellenkunde mit einer Arbeit zur frühmittelalterlichen Geschichtsschreibung Salzburgs.
Von 1979 bis 1983 war Lošek Mitarbeiter am Mittellateinischen Wörterbuch der Bayerischen Akademie der Wissenschaften in München.  Er begann 1984 seine Karriere als Lehrer für Latein, Griechisch und Geschichte am Piaristengymnasiums Krems. Nach über zwanzig Jahren Berufstätigkeit übernahm er 2002–2004 die Leitung dieser Schule.
1994 überarbeitete Lošek den Stowasser, das führende lateinisch-deutsche Wörterbuch in Österreich; er wird damit als dessen Mitherausgeber geführt. 2016 gab er eine weitere Neubearbeitung dieses Wörterbuchs heraus.
Lošek ist niederösterreichischer Landesschulinspektor für Latein und Lehrbeauftragter für Mittellatein, Fachdidaktik und Schulentwicklung an der Universität Wien.
Seit 2017 ist er Spiritus Rector des Collegiums „Netzwerk Latein“ des Oldenbourg Verlages.

## Werke
- mit Joseph M. Stowasser, Michael Petschenig, Franz Skutsch und Alexander Christ (Red.): Stowasser. Lateinisch-deutsches Schulwörterbuch. Oldenbourg bsv, München 2006, ISBN 3-637-13405-5.
- (Red.): Stowasser primus. Xenos, 2010, ISBN 978-3-637-00370-5.
- Die Conversio Bagoariorum et Carantanorum und der Brief des Erzbischofs Theotmar von Salzburg (= Monumenta Germaniae Historica, Studien und Texte. Band 15). Hahnsche Buchhandlung, Hannover 1997, ISBN 3-7752-5415-3.
- Notitia Arnonis und Breves Notitiae. Die Salzburger Güterverzeichnisse aus der Zeit um 800. Sprachliche Einleitung, Text und Übersetzung. Wien 1992.